# Cantón de Mende-Sur
El cantón de Mende-Sur era una división administrativa francesa, que estaba situada en el departamento de Lozère y la región de Languedoc-Rosellón.

## Composición
El cantón estaba formado por cinco comunas, más una fracción de la comuna que le daba su nombre:
- Balsièges
- Brenoux
- Lanuéjols
- Mende (fracción)
- Saint-Bauzile
- Saint-Étienne-du-Valdonnez

## Supresión del cantón de Mende-Sur
En aplicación del Decreto n.º 2014-245 de 25 de febrero de 2014, el cantón de Mende-Sur fue suprimido el 22 de marzo de 2015 y sus 6 comunas pasaron a formar parte; cuatro del nuevo cantón de Saint-Étienne-du-Valdonnez, una del nuevo cantón de Chirac y una del nuevo cantón de Mende-2.